# René Prêtre
Pour les articles homonymes, voir Prêtre (homonymie).
René Prêtre, né en 1957 à Boncourt, est un cardio-chirurgien pédiatrique suisse.

## Biographie
Après avoir suivi ses études de médecine à l'Université de Genève, dont il sort diplômé en 1982, il part exercer à New York, au Bellevue Hospital, puis en Angleterre, en Allemagne et en France avant de revenir en Suisse pour travailler au Kinderspital de Zurich où il se spécialise dans la chirurgie cardiaque pour les enfants, la transplantation, les malformations cardiaques et la reconstruction de certaines valves. En 1999, il dénonce l'utilisation, pourtant généralisée, du laser dans les opérations cardiaques dans un article paru dans la revue The Lancet,.
Il crée en 2006 la fondation Le Petit Chœur pour aider les enfants cardiaques des pays défavorisés.
Le 9 janvier 2010, il est élu « Suisse de l'année 2009 » lors de la cérémonie télévisée « SwissAward ».
Depuis août 2012, il est professeur à l'Université de Lausanne et chef du Service de chirurgie cardio-vasculaire du Centre hospitalier universitaire vaudois (CHUV),. Le professeur Matthias Kirsch a remplacé René Prêtre comme chef de service de chirurgie cardio-vasculaire du Centre hospitalier universitaire vaudois (CHUV) le 1 août 2022.
En 2020, il est accusé par le journal Schweiz am Wochenende de fraude scientifique dans une étude publiée en 1998 ; il dément ces accusations.

## Publication
- Chroniques d'un chirurgien cardiaque pédiatrique, Paris, Flammarion, octobre 2016, 340 p. (ISBN 9782081397538)